# Daphné (nimfa)

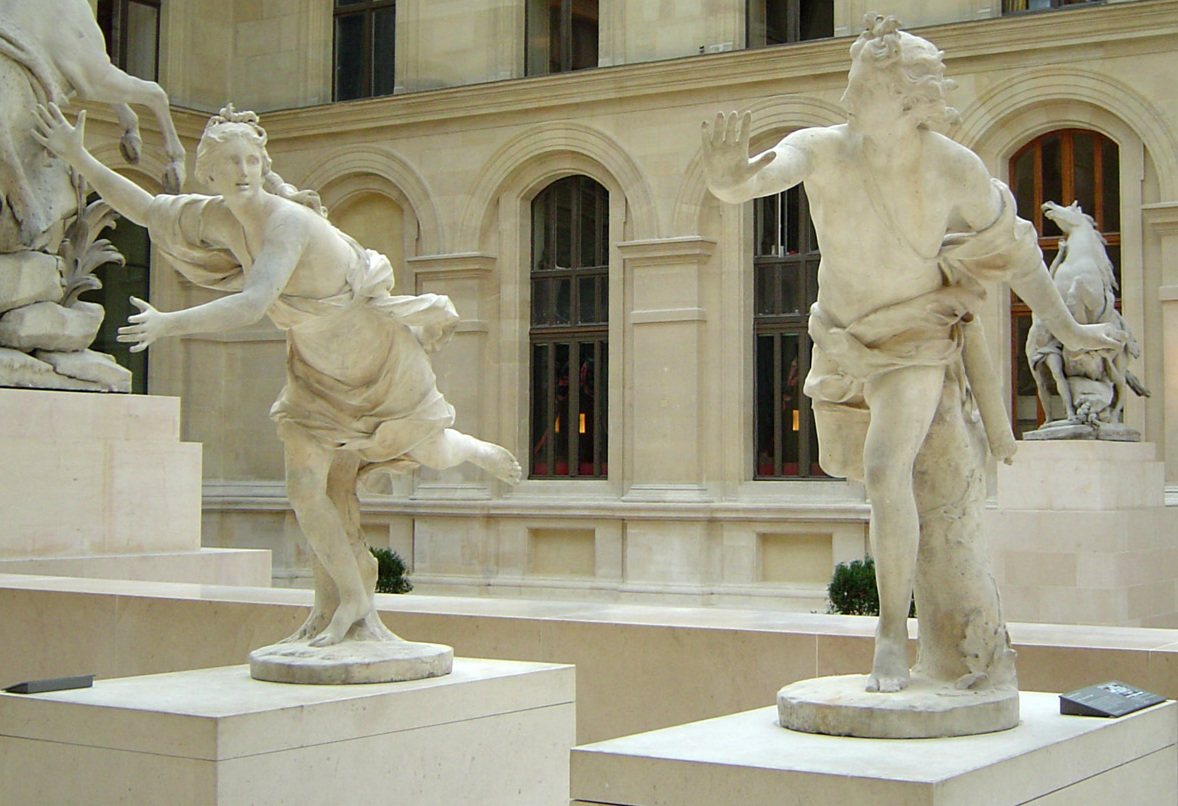
Daphné és Apollón szobrai a Louvreban

Daphné (görögül: Δάφνη, jelentése „babér”) egy fiatal erdei nimfa a görög mitológiában, Peneusz, a folyóisten leánya.
Daphnét Apollón üldözte, mert Erósz egy nyilának hatására belebolondult. (Erósz féltékeny volt Apollónra, mivel az gúnyt űzött az íjásztehetségéből, és az énekét sem szívelhette.) Daphné imádkozott az apjához, hogy segítsen neki, így amikor Apollón megérintette, Daphné babérfává változott, és így becsületén nem esett csorba. A babérfát Apollón ezután szentként tisztelte.